# Vega-Klasse
Die Vega-Klasse beschreibt eine Klasse von drei Kreuzfahrtschiffen der Reederei Swan Hellenic. Die ersten beiden Schiffe verfügen über die Eisklasse PC5 und die SH Diana über PC6. 

## Vorgeschichte
Swann Hellenic betrieb bereits zuvor Kreuzfahrtschiffe, zuletzt mit der Minerva, stellte den Betrieb allerdings im Jahr 2017 ein, nachdem die Muttergesellschaft, die All Leisure Group, Insolvenz angemeldet hatte. Später wurde die Marke an G Adventures und später an ein neues Konsortium verkauft.
Die Baukosten betragen rund 150 Millionen US-Dollar pro Schiff.

## SH MinervaundSH Vega
Das Projekt begann mit der Bestellung von zwei Schiffen, der SH Minerva und der SH Vega. Gebaut werden die Schiffe bei Helsinki Shipyard. Auftraggeber war die russische Vodohod LLC.
Begonnen wurde am 27. April 2020 mit dem Bau der SH Minerva auf der Werft in Helsinki. Am 29. April 2021 wurde die SH Minerva in Helsinki auf Kiel gelegt und am 23. Juni 2021 zu Wasser gelassen. Am 23. November 2021 wurde das Schiff in Helsinki getauft. Am 30. Dezember 2021 startete das Schiff in Ushuaia seine erste Kreuzfahrt, eine neuntägige Antarktis-Kreuzfahrt.
Das zweite Schiff, die SH Vega, wurde im Februar 2021 auf Kiel gelegt und im Februar 2022 zu Wasser gelassen. Sie sollte zunächst im April 2022 abgeliefert werden, soll sich jedoch bis September 2022 verzögern.
Einzelne Sektionen wurden von Western Baltija Shipbuilding in Klaipėda zugeliefert.
Im Juni 2022 wurde das zweite Schiff durch die Bauwerft (in deren Eigentum sich das Schiff noch befand) zur Auktion gestellt. Hintergrund ist, dass der Auftraggeber infolge von Sanktionen, die infolge des russischen Überfalls auf die Ukraine gegen den Auftraggeber verhängt wurden, mit den Zahlungen in Verzug geraten war und sämtliche Vermögenswerte in der Europäischen Union eingefroren wurden. Aus der Auktion ging Swan Hellenic als Ersteigerer hervor. Am 11. Juli erfolgte die Taufe des Schiffes auf der Bauwerft. Am 12. Juli wurde das Schiff übergeben. Bereits im März 2022 hatte Swan Hellenic die Option zum Erwerb beider Schiffe vom Auftraggeber ausgeübt.

## SH Diana
Im Herbst 2020 bestellte Swan Hellenic ein drittes Schiff mit geplanter Ablieferung Ende 2022.  Die Bestellung stellte den ersten Bauauftrag für ein Kreuzfahrtschiff weltweit seit Beginn der COVID-19-Pandemie dar.
Die Kiellegung erfolgte am 17. August 2021. Das Schiff ist größer als die beiden vorherigen Schiffe (Infoboxdaten in Klammern), wird von der Reederei aber der Klasse zugeordnet. Wie auch die SH Vega, wurde die SH Diana im Jahr 2022 zur Auktion gestellt. Ersteigert wurde das Schiff ebenfalls von Swan Hellenic. Die Übergabe erfolgte am 31. März 2023.

## Übersicht
| Vega-Klasse | Vega-Klasse | Vega-Klasse | Vega-Klasse                   | Vega-Klasse | Vega-Klasse |
| Name        | IMO-Nummer  | Baunummer   | Eigner                        | Status      |             |
| ----------- | ----------- | ----------- | ----------------------------- | ----------- | ----------- |
| SH Minerva  | 9895240     | 516         | STLC Europe Nine Leasing Ltd. | aufgelegt   |             |
| SH Vega     | 9895252     | 517         | Swan Hellenic Cruises FZCO    | in Fahrt    |             |
| SH Diana    | 9921740     | 518         | Swan Hellenic Cruises FZCO    | in Fahrt    |             |